# 渡邊喜久造
渡邊 喜久造（わたなべ きくぞう、1904年（明治37年）11月15日 - 1965年（昭和40年）8月28日）は、日本の大蔵官僚。元国税庁長官。元公正取引委員会委員長。静岡県出身。

## 来歴
東京国税局長、大蔵省主税局長、国税庁長官を歴任し、1957年（昭和32年）に退官。
その後、1963年（昭和38年）から1965年（昭和40年）に死去するまで公正取引委員会委員長を務めた。死後、従三位に叙され勲二等瑞宝章を授与された。

## 略歴
- 旧制第三高等学校を経て、東京帝国大学経済学部卒業[1][2]
- 1932年（昭和7年）4月 大蔵省入省（配属先は理財局[3]）
- 1947年（昭和22年）2月6日 大蔵省主税局国税第一課長
- 1947年（昭和22年）7月2日 経済安定本部財政金融局次長
- 1949年（昭和24年）6月1日 物価庁第一部長
- 1950年（昭和25年）11月30日 東京国税局長
- 1952年（昭和27年）12月27日 大蔵省主税局長
- 1956年（昭和31年）7月6日 国税庁長官
- 1957年（昭和32年）11月15日 退官
- 1963年（昭和38年）3月25日 公正取引委員会委員長
- 1965年（昭和40年）8月28日 死去。叙従三位、叙勲二等授瑞宝章